# Yar
Yar – białoruski duet muzyczny z Mińska, występujący w stylu etno-awangarda.

## Charakterystyka
Duet istnieje od kwietnia 2002 roku w niezmiennym składzie: Maryja „Jar” Łahodzicz – wokal, dudy, perkusja oraz Natalla Piatrowicz – wiolonczela. Do 2003 roku występował w składzie grupy Ur'ia. Wykonuje własne opracowania pieśni ludowych i stylizowane na ludowe autorskie utwory Maryi Łahodzicz. Występował w Niemczech (2004) i w Polsce (2005). Uczestniczył w festiwalach: „Mikołajki Folkowe” (Polska, 2002, 2003), „Fimu” (Belfort, Francja, 2003), „Burg Waldeck” (Niemcy, 2003), Narodowy Festiwal Pieśni i Poezji „Mołodeczno” (2003), „Singetrafen” (Niemcy, 2003−2005), „Taukaczyki” (Mińsk, 2004), „Jawornik” (Polska, 2005), «Be Free» (Lwów, Ukraina, 2008).
Duet Yar otrzymał I miejsce w konkursie „Scena otwarta” w ramach festiwalu „Mikołajki Folkowe” (Polska, 2002) i nagrodę główną − nagranie w telewizji w Warszawie. Zdobył także nagrodę specjalną jury w konkursie w ramach festiwalu „Burg Waldeck” (Niemcy, 2003).

## Twórczość
- Album CD Jar (demo, 2003);
- album CD Wiasna krasna („BMAgroup”, 2004)[1].